# Drzewica (miasto)

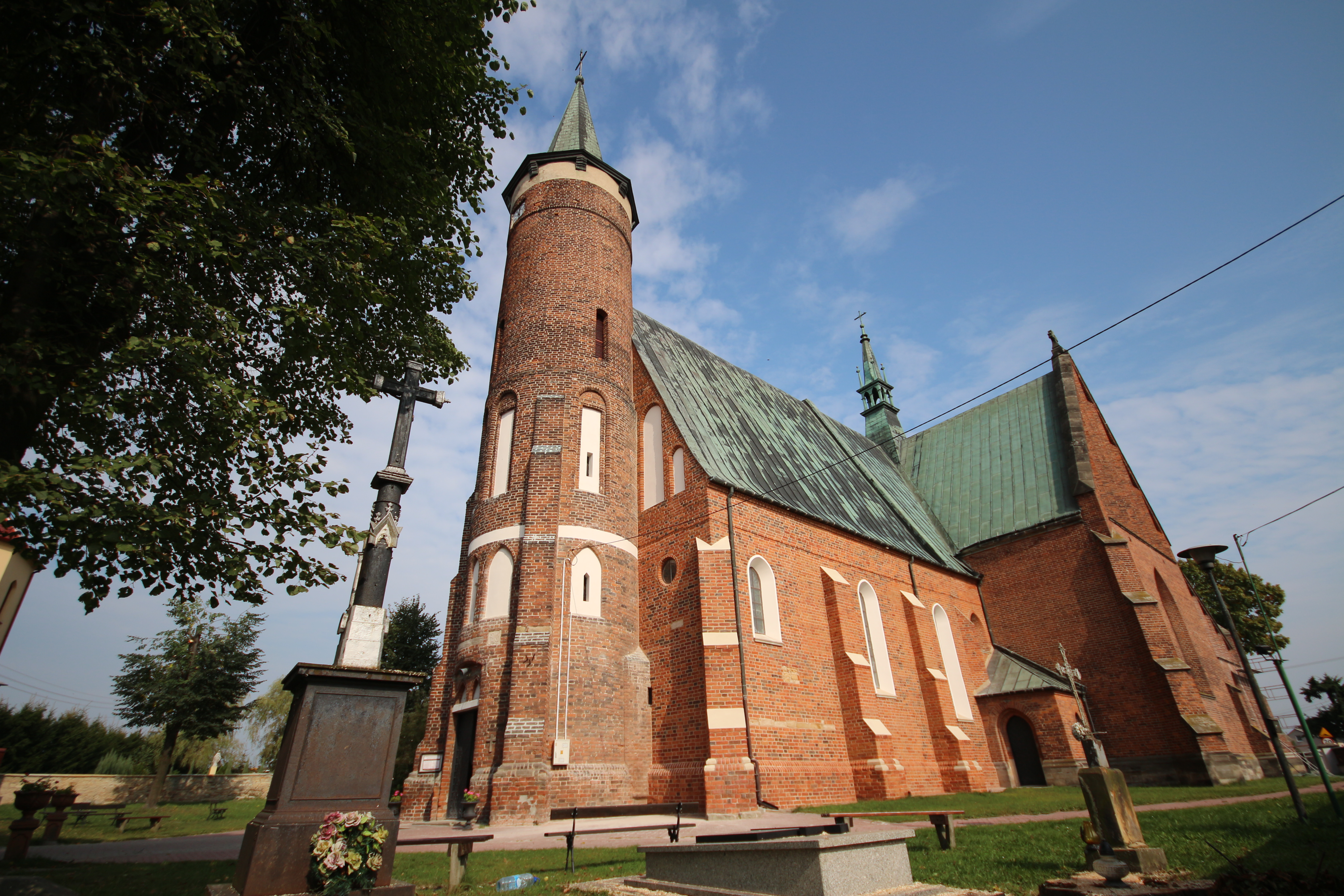
Kościół par. pw. św. Łukasza Ewangelisty

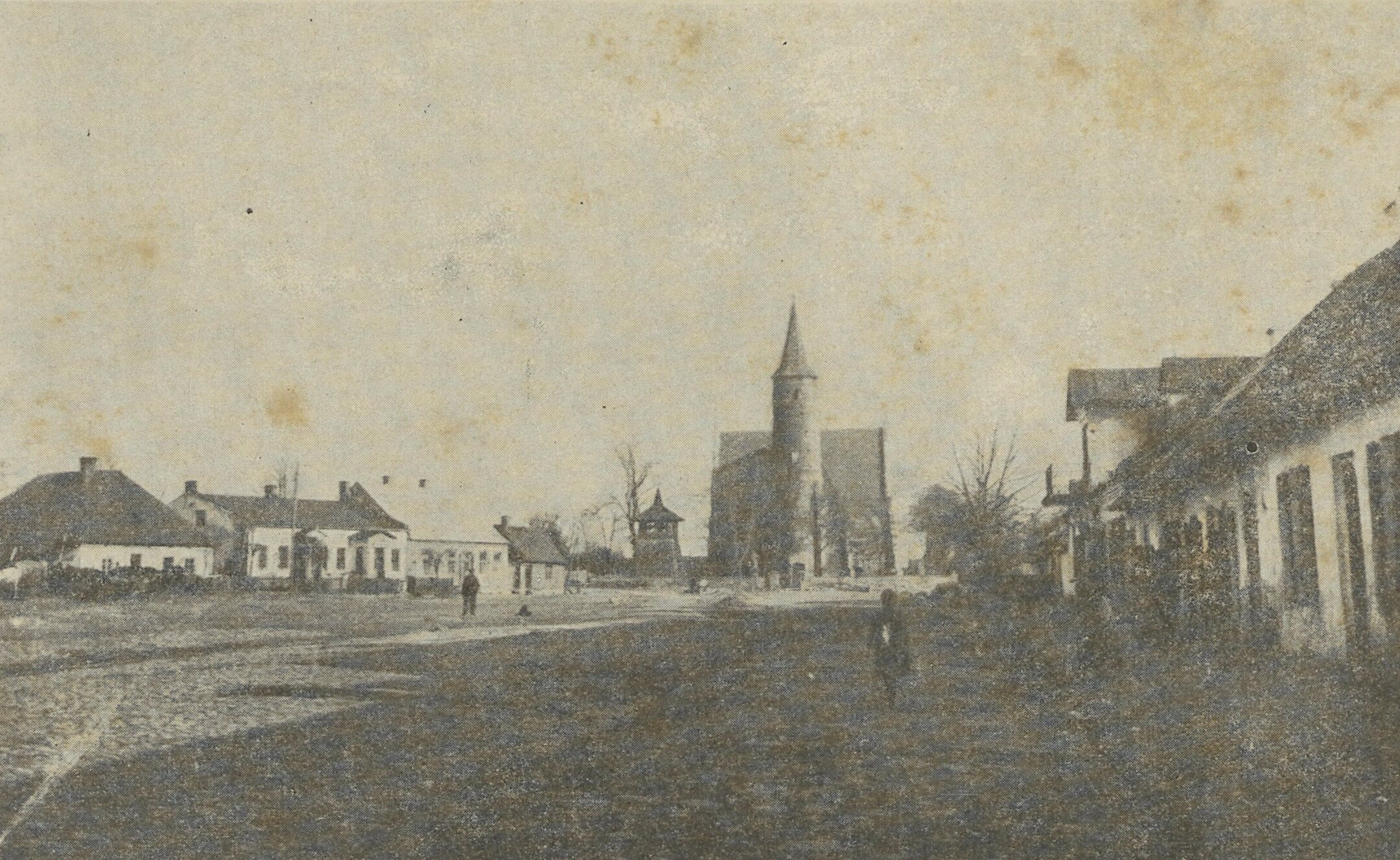
Drzewica przed 1913

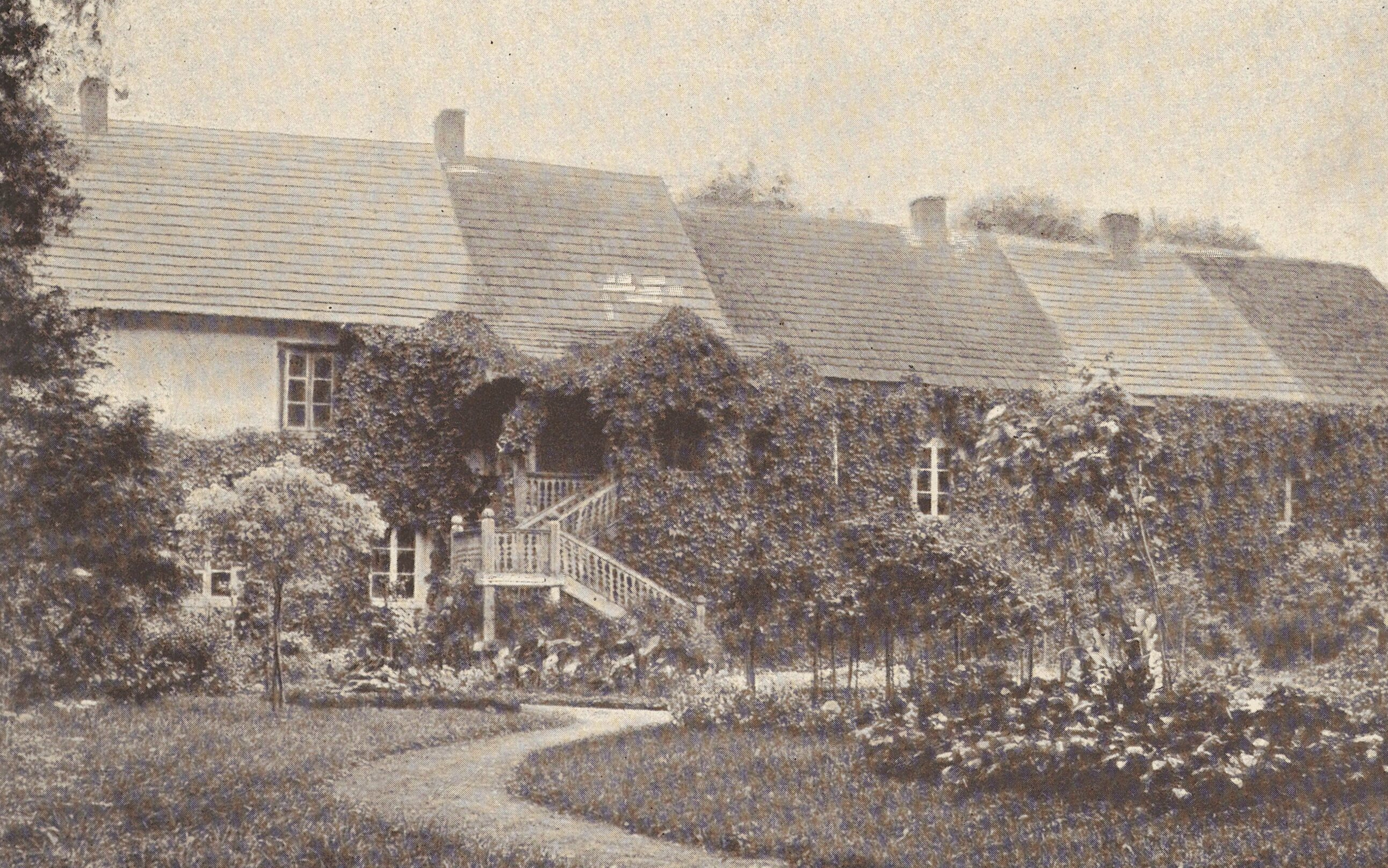
Dwór przed 1911

Drzewica – miasto w woj. łódzkim, w powiecie opoczyńskim, siedziba gminy Drzewica. Położone nad rzeką Drzewiczką, na Wzniesieniach Południowomazowieckich, historycznie w Małopolsce.
Według danych GUS z 31 grudnia 2023 r. miasto liczyło 3526 mieszkańców.
Siedziba fabryki nakryć stołowych "Gerlach" działającej od końca XIX stulecia. Prawa miejskie w latach 1429–1869 i od 1987 r.
W 1921 mieszkały tu 1662 osoby. We wsi znajdował się kościół katolicki i synagoga.
W końcu sierpnia 1942 r. Drzewica została opanowana przez oddział Gwardii Ludowej pod dowództwem Józefa Roguskiego ps. "Wilk". Zniszczono urząd gminy i posterunek policji. Uwolniono 15 chłopów aresztowanych za niedostarczenie kontyngentów.
22 stycznia 1943 miała w tym mieście miejsce zbrodnia na tle rabunkowo-ideologicznym, (zdaniem historyków związanych ze środowiskiem kombatanckim GL-AL będąca odpowiedzią na wcześniejszy mord na kilku członkach GL) dokonana przez komunistycznych partyzantów z oddziału Gwardii Ludowej pod dowództwem Izraela „Lwa” Ajzenmana.
Po wojnie ku czci partyzantów zbudowano na rynku w Drzewicy pomnik.

## Położenie
Miasto leży we wschodnim krańcu województwa łódzkiego, w zachodniej części Równiny Radomskiej.
Od północy, wschodu i południa otoczona jest lasami.
Przez miasteczko przepływa rzeka Drzewiczka, prawy dopływ Pilicy, o naturalnym, meandrowym brzegu. Jej wody zasilają Zalew Drzewicki, spełniający funkcje retencyjno-rekreacyjne, o powierzchni 82 ha. Przez Drzewicę przepływa także rzeka Brzuśnia o pierwszej klasie czystości wody.
Historycznie należy do Małopolski. Leżało w ziemi sandomierskiej, następnie w województwie sandomierskim (w ziemi radomskiej).
Miasto prywatne Królestwa Kongresowego  położone było w 1827 roku w powiecie opoczyńskim, obwodzie opoczyńskim województwa sandomierskiego.
W latach 1975–1998 miejscowość należała administracyjnie do województwa radomskiego.

## Demografia
Dane z 31 grudnia 2023:
| Opis      | Ogółem | Ogółem | Kobiety | Kobiety | Mężczyźni | Mężczyźni |
| --------- | ------ | ------ | ------- | ------- | --------- | --------- |
| Jednostka | osób   | %      | osób    | %       | osób      | %         |
| Populacja | 3526   | 100    | 1814    | 51,45   | 1712      | 48,55     |

- Piramida wieku mieszkańców Drzewicy w 2014 roku[10].

## Zabytki
Według rejestru zabytków NID na listę zabytków wpisane są obiekty:
- kościół św. Łukasza, nr rej.: 297/A/56 z 26.10.1956, 338/A/67 z 21/06.1967 oraz 48/A z 7.05.1980
- cmentarz parafialny rzymskokatolicki, ul. Cmentarna, poł. XIX, nr rej.: 473/A z 5.11.1991
- cmentarz żydowski, ul. Kolejowa, XIX-1942, nr rej.: 472/A z 5.11.1991
- zespół zamkowy:
  - zamek (ruina), 1527-35, nr rej.: 47/A z 28.04.1980, gotycko-renesansowy
  - dwór (na podzamczu), XIX, nr rej.: 46/A z 28.04.1980
  - park (pozostałości), XIX, nr rej.: 46/A z 28.04.1980

## Sport
W mieście, od 1924 roku, działa klub piłki nożnej Gerlach Drzewica, występujący w klasie okręgowej.

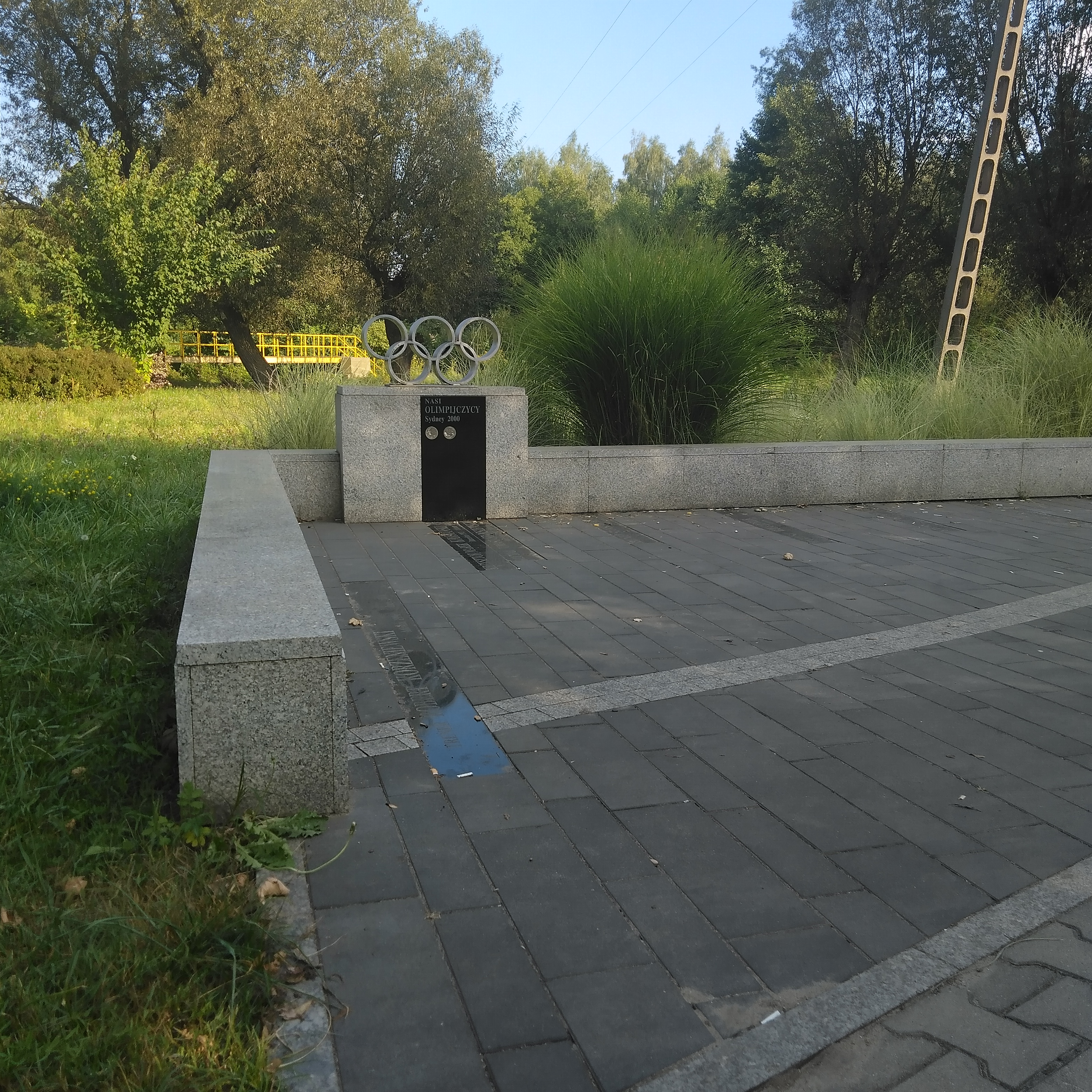
Skwer im. Drzewickich Olimpijczyków w 2024 r.

Na początku lat 80. wybudowano na rzece Drzewiczce sztuczny tor kajakarstwa górskiego (zmodernizowany w 2005), jedyny w Polsce położony na terenach nizinnych. Jednocześnie (od ok. 1978 r.) rozwijał się klub kajakowy działający obecnie pod nazwą Ludowy Klub Kajakowy Drzewica.  W 2018 r. upamiętniono sukcesy kajakarzy związanych z tym klubem poprzez utworzenie Skweru im. Drzewickich Olimpijczyków.
Z Ludowego Klubu Kajakowego wywodzi 8 olimpijczyków
Michał Staniszewski
Krzysztof Kołomański
Zbigniew Miązek
Mariusz Wieczorek
Natalia Pacierpnik
Piotr Szczepański
Michał Supowicz
Grzegorz Kilianek
oraz trener Robert Korzeniewski